# Cvetišće
Cvetišće falu Horvátországban, a Károlyváros megyében. Közigazgatásilag Ozalyhoz tartozik.

## Fekvése
Károlyvárostól 32 km-re, községközpontjától 18 km-re északnyugatra a Zsumberki-hegységben a szlovén határ közelében fekszik.

## Története
A falunak 1900-ban 82, 1948-ban 36 lakosa volt. A trianoni békeszerződésig Zágráb vármegye Jaskai járásához tartozott. 2001-ben már csak 2 állandó lakosa volt, míg 2011-ben már nem élt itt állandó lakosság.

## Lakosság
| Lakosság változása | Lakosság változása | Lakosság változása | Lakosság változása | Lakosság változása | Lakosság változása | Lakosság változása | Lakosság változása | Lakosság változása | Lakosság változása | Lakosság változása | Lakosság változása | Lakosság változása | Lakosság változása | Lakosság változása | Lakosság változása |
| ------------------ | ------------------ | ------------------ | ------------------ | ------------------ | ------------------ | ------------------ | ------------------ | ------------------ | ------------------ | ------------------ | ------------------ | ------------------ | ------------------ | ------------------ | ------------------ |
| 1857               | 1869               | 1880               | 1890               | 1900               | 1910               | 1921               | 1931               | 1948               | 1953               | 1961               | 1971               | 1981               | 1991               | 2001               | 2011               |
| 0                  | 0                  | 0                  | 0                  | 82                 | 0                  | 0                  | 0                  | 36                 | 33                 | 29                 | 7                  | 6                  | 1                  | 2                  | 0                  |